# 仮面ライダー トラベラーズ戦記
『仮面ライダー トラベラーズ戦記』（かめんライダー トラベラーズせんき）は、バンダイナムコゲームスより2013年11月28日に発売されたニンテンドー3DS専用ゲームソフト。キャッチコピーは「この旅は、君を冒険者（ライダー）にする！」

## 概要
特撮テレビドラマシリーズ「仮面ライダーシリーズ」を原作としたアクションアドベンチャーゲーム。ADVではあるが、RPGのようなエンカウント式の戦闘モードが存在するのが特徴。『仮面ライダーW』から発売当時に放送されている『仮面ライダー鎧武/ガイム』までのキャラクターが登場し、プレイヤーは『W』〜『ウィザード』の劇中に登場した場所を移動しながらストーリーを進めていく。
開発は「テイルズ オブ シリーズ」の携帯機向けタイトルなどを手掛けるセブンスコードで、本作品の戦闘モードも『テイルズ オブ』と同様のシステムを採用している。
「『オール仮面ライダー ライダージェネレーション』『仮面ライダー バトライド・ウォー』に続く第三の平成ライダーゲームシリーズ」と銘打たれるも、公式サイトの更新停止、後述する探索システムの欠点など未完成な面が目立ち、3DSソフトでありながら本編が3D非対応仕様であるのも当然の如く不評で、本作1タイトルのみ発売という不遇の結果に終わる。

### ゲームシステム

#### 戦闘
ライダータイム
プレイヤーの操作するライダーが攻撃等のアクションをすることで溜まっていくライダーゲージがMAXになることで使用出来る鎧武の全開、及び他仮面ライダーの最強フォーム形態。時間経過と共に減少するライダーゲージが0になり解除されるまでの間、飛躍的に全能力が上がり、超必殺技を撃てる。

#### 探索
ライダーアクション
「仮面ライダーの任意の能力でエリアのギミックを解き、道を切り開く」のだが、作中ではシナリオイベントで登場するのみで散策中にプレイヤーが任意で行う場面はない。
ウィザードリング
ゲーム本編を進めるか、本編の合間やキャンペーン特典パスワードなどで開放されるクエストをクリアすることでTVに登場したウィザードリングを入手し、棚に並べて閲覧出来る。
しかし、例え全パスワードを集め、ゲームを遊び尽くしたとしても棚を埋めることは出来ず、空きが残ってしまう。

## あらすじ
ビートライダーズ（ストリートダンサー）の葛葉 紘汰はビルの屋上から遠く離れた街が謎の光に包まれるのを目撃し、単身調査に向かう。同時刻、魔法使いの操真 晴人は絶望から生まれた怪人「ファントム」を撃破し、被害者の心の世界・アンダーワールドから帰還したが被害者と同行していた奈良 瞬平の姿がないことに気づいた矢先、謎の使い魔に襲撃されて魔法の指輪をほとんど奪われてしまった。そしてかつて倒したはずの宿敵、フェニックスの襲撃を受けるが駆けつけた紘汰の加勢で退ける。その後、街で瞬平と合流するが話の食い違いとデジャヴを思わせる出来事で自分たちが過去の世界に迷い込んだことに気づく。
同じころ、風都の大学で行われる宇宙開発講義に参加するために風都に訪れていた如月 弦太朗、歌星賢吾、城島ユウキの3人は風都タワーの見学中、遠く離れている筈の新・天ノ川学園高校が街中に突然出現するのを目撃した。現場に向かうも空間を隔つ壁に阻まれて進入できずに途方に暮れたところ、フィリップが現れ、左 翔太郎が既に学園内にいることと街に怪人が現れたことを知らされる。内部の異変は翔太郎に任せ、弦太郎らは刑事の照井 竜と共に怪人の対処に向かう。
学園内に閉じ込められた翔太郎は宇宙仮面ライダー部の面々と、偶然レポート提出に学園へ訪れていた朔田 流星と合流し、外への通信手段を模索するが、倒したはずの超進化生命体「ゾディアーツ」に襲撃される。
各地で事態が広がるその陰で、夢見町では最凶の王が目覚めようとしていた・・・。

## キャラクター

### 仮面ライダー
葛葉 紘汰 / 仮面ライダー鎧武
本作品の主人公。ストリートダンスの活動地域を掛けて争うビートライダーズ「チーム鎧武」のアーマードライダー。沢芽市の上空から遠く離れた街が光に包まれるのを目撃し、現場に向かって過去の鳥井坂に迷い込み、ウィザードと出会う。
操真 晴人 / 仮面ライダーウィザード
自身に眠る「ウィザードラゴン」の魔力を用いて、絶望の怪物「ファントム」と戦う希望の魔法使い。ファントムに襲われた一般人のアンダーワールドから戻ったが、過去の鳥井坂に飛ばされてしまう。
仁藤 攻介 / 仮面ライダービースト
ビーストドライバーを発掘したために「ビーストキマイラ」に取り憑かれ、古の魔法使いとして戦う宿命を帯びた考古学者。本作品に登場するのは過去の鳥井坂にいた彼。
如月 弦太朗 / 仮面ライダーフォーゼ
天ノ川学園高校・宇宙仮面ライダー部の部員。超進化生命体「ゾディアーツ」と戦い、学園の平和を守った。風都大学の宇宙開発の特別講義を受けに向かったが、天ノ川学園が空間ごと街に現れた事態と、フィリップから新種の怪人が現れたことを受けて、再び戦いへ赴く。
朔田 流星 / 仮面ライダーメテオ
昴星学園の生徒で元「反ゾディアーツ同盟」のメンバー。天ノ川学園に交換編入生として潜入しており、本作品ではレポート提出に訪れた新・天ノ川学園の異常に巻き込まれ、再び戦いの渦に巻き込まれる。
火野 映司 / 仮面ライダーオーズ
欲望から生まれたオーメダルの怪人「グリード」から人々を守るため、メダル争奪戦を繰り広げた欲望の王を受け継ぐもの。事件後は海外で古代文明を調査していた。
伊達 明 / 仮面ライダーバース
各地をさすらう「戦う医師」。鴻上ファウンデーション所属の対怪人部隊「ライドベンダー」の後藤慎太郎第1小隊長が海外出張のため、臨時雇用の彼が事件解決に派遣されることとなる。
左 翔太郎 / 仮面ライダージョーカー / 仮面ライダーW
風都の名物探偵コンビ行動派。「地球の記憶」を封じ込めたガイアメモリによって得た超能力を行使する犯罪者「ドーパント」を専門とする。異変が起きた天ノ川学園に向かったが直後に空間断裂で閉じ込められる。
フィリップ / 仮面ライダーW
風都の名物探偵コンビ慎重派。別行動を取っていた翔太郎と空間断裂で分断されたため、同じく異変を察知した宇宙仮面ライダー部とそれぞれ行動を共にする。
照井 竜 / 仮面ライダーアクセル
風都警察署「超常犯罪捜査課」所属の警視。事件調査の際に戦えないフィリップに代わって弦太朗と急増コンビを組むことになる。

### 仮面ライダーの関係者
コヨミ
奈良瞬平
大門凜子
輪島繁
「はんぐり〜」店長
木崎政範
歌星賢吾
城島ユウキ
風城美羽
大文字隼
野座間友子
JK
泉比奈
里中エリカ
鴻上光生
鳴海亜樹子
刃野幹夫
ウォッチャマン

### 敵
白い魔法使い

フェニックス
第1章ボス。謎の時間逆行に巻き込まれたウィザードが遭遇したテレビ本編第21～22話時点のフェニックス本人。
強化フェニックス
鴻上生体研究所にある謎の装置の部屋で復活を遂げたフェニックス。公式サイトで公開中のパスワードで挑戦できる特別ボスであり、鎧武を使用しての一騎打ちという条件下での対決になる。
グール

メデューサ

グレムリン

ケットシー

レギオン

ワータイガー

スコーピオン・ゾディアーツ

リブラ・ゾディアーツ

レオ・ゾディアーツ
第2章ボス。ラストメダルの力で生成されたダミーで、本質的にはグリードに近しい存在である。
アリエス・ゾディアーツ

星屑忍者ダスタード

レオ・ダスタード

サジタリウス・ノヴァ

仮面ライダーオーズ タトバコンボ（先代）
800年前の王がグリードとの戦いで変身し、自身の欲望によって暴走して消滅したはずだったが復活を遂げた。
恐竜グリード

ウヴァ

カザリ

ガメル

メズール

アンク
第4章ボス。ラストメダルの力で生成されたダミー。
アゲハヤミー

サメヤミー

クラゲヤミー

マスカレイド・ドーパント

ウェザー・ドーパント

タブー・ドーパント

ナスカ・ドーパント

ユートピア・ドーパント

アイスエイジ・ドーパント

ラストメダルの器 暴走形態
ラスボス。タトバコンボ（先代）の正体。

## 舞台
鳥井坂
『仮面ライダーウィザード』の舞台となった街。
新・天ノ川学園高等学校
『仮面ライダーフォーゼ』の舞台となった学園。
夢見町
『仮面ライダーオーズ／OOO』の舞台となった街。
風都
『仮面ライダーW』の舞台となった街。

## 用語
ラストメダル
先代オーズが使う、朽ち果てたようなコアメダル。これを大量に吸収することで、ラストメダルの器 暴走態になる。